# Stenellipsis lunigera
Stenellipsis lunigera är en skalbaggsart som först beskrevs av Fauvel 1906.  Stenellipsis lunigera ingår i släktet Stenellipsis och familjen långhorningar. Inga underarter finns listade i Catalogue of Life.